# Abel Estanislao
Abel Estanislao (* 19. Mai 1995 in Marikina) ist ein philippinischer Schauspieler, Sänger und Model.

## Leben
Estanislao hat argentinische Vorfahren. Mit seiner Darstellung der Rolle des Jose Vicente „JV“ Cortez in der Fernsehserie Teen Gen erlangte er schnell nationale Bekanntheit. Es folgten Besetzungen in diversen philippinischen Fernsehserien oder Seifenopern.
Er war von 2015 bis 2016 gemeinsam mit Jeric Gonzales und Jak Roberto Mitglied des Musiktrios 3LOGY, dessen Album übers Label GMA Records vertrieben wurde.

## Filmografie
- 2012–2013: Teen Gen (Fernsehserie)
- 2013: Maghihintay pa rin (Fernsehserie)
- 2013: Villa Quintana (Fernsehserie)
- 2014: The Half Sisters (Fernsehserie)
- 2015: Let the Love Begin (Fernsehserie)
- 2015: Little Nanay (Fernsehserie, 6 Episoden)
- 2015–2016: Magpakailanman (Fernsehserie, 3 Episoden, jeweils verschiedene Rollen)
- 2016: Karelasyon (Fernsehserie, Episode 1x39)
- 2016: Ang hapis at himagsik ni Hermano Puli
- 2017: Moonlight Over Baler

## Diskografie
- Maybe It's You (3LOGY)